# Milczenie Owiec (zespół muzyczny)
Milczenie Owiec – rockowy zespół muzyczny pochodzący z Trójmiasta, założony wiosną 2002 przez wokalistkę Ewę Wentland i gitarzystę Mateusza Sieńko. Rozwiązany w październiku 2008. W 2010 roku formacja wznowiła działalność. 

## Historia
Zespół powstał z inicjatywy muzyków grających wcześniej w trójmiejskich grupach Paragraf 22 i Kanon. W krótkim czasie do Ewy Wentland i Mateusza Sieńki dołączyli Marcin Gdaniec (gitara) Tomek Cybula (gitara basowa) i Radek Gieremek (perkusja). Pierwszy koncert odbył się w marcu 2003 w Gdańsku. W międzyczasie realizowane były kolejne płyty demo. Utwory na nich zawarte pojawiały się w radiu. Działania te doprowadziły do podpisania kontraktu z firmą menedżerską Mag Rock.
W 2003 roku zespół występował jako support Acid Drinkers, zdobył wyróżnienie na Malborskim Przeglądzie Muzycznym i występował w programie telewizyjnym Rower Błażeja.
W listopadzie 2003 Ewa Wentland odeszła z grupy. Na jej miejsce została przyjęta Ola Wysocka pochodząca z Chojnic. W lutym 2004 zespół grał już w odnowionym składzie. Nowy głos przyniósł kolejne trofea na poszczególnych festiwalach, m.in. główna nagroda na XII Przeglądzie Kapel we Wrocławiu (ex aequo z ctrl-alt-del), a także Grand Prix Mazurskiej Musicoramy Muzycznej w Giżycku. Utwory zespołu zebrały także bardzo pozytywne opinie na Strefie MP3 portalu Wirtualna Polska.
Efektem tych działań było podpisanie w czerwcu 2004 kontraktu z wytwórnią EMI Music Polska. Rok później ukazała się pierwsza płyta LP pt. Twarze z aż szesnastoma ścieżkami (wśród nich cover Madonny „Frozen”). Wspólnie z Dariuszem Szermanowiczem z Grupy13 został zrealizowany teledysk do utworu „Cisza”. W ramach promocji pierwszego albumu zespół zagrał m.in. na Hunter Fest w Szczytnie. Pojawiło się wiele przychylnych recenzji, m.in. w portalu Onet.pl oraz magazynie Teraz Rock.
Zespół został rozwiązany w październiku 2008. Powodem był konflikt wewnątrz zespołu spowodowany różnicą zdań w kwestiach artystyczno-organizacyjnych.
We wrześniu 2010, na nowej, oficjalnej stronie internetowej, Milczenie Owiec zamieściło informację o wznowieniu działalności, zmianach w składzie oraz o kontynuacji prac nad nowym materiałem. 
W sierpniu 2011 roku Milczenie Owiec zdobyło główną nagrodę tczewskiego „In Memoriam” – festiwalu poświęconego twórczości Grzegorza Ciechowskiego, wykonując tam dwa covery piosenek zmarłego artysty – „Tak, tak, to ja” oraz „Zapytaj mnie, czy cię kocham”.
Na początku 2013 roku nastąpiła zmiana na stanowisku perkusisty zespołu. Miejsce pierwotnego bębniarza zajął Maciek Szymborski, związany wcześniej z formacją Kręgi. 
Rok 2014 rozpoczął nowy etap w działalności Milczenia Owiec. Premierę miał w nim pierwszy od 2006 r. oficjalny singiel – „Bunt”, który przyczynił się do podjęcia współpracy z wytwórnią MJM Music. Jesienią tego samego roku oraz w marcu 2015 odbyły się koncerty grupy wraz z formacją Carrion – zespoły zagrały wspólnie w kilkunastu miastach w kraju, w ramach trasy „Dla Idei Tour”. 23 marca 2015 odbyła się premiera drugiego singla promującego nowy materiał – „Przyjdą tu”, kilka miesięcy później pojawiła się „Ćma” – piosenki od razu trafiły na listę przebojów Turbo Top Antyradia. Najnowsza i czwarta z kolei kompozycja promująca nowe wydawnictwo to „Degradacja”, teledysk do utworu został sfinansowany w ramach projektu crowdfundingowego PolakPotrafi.pl.
Premiera drugiego albumu zatytułowanego Niepokoje nastąpiła 26 lutego 2016 roku i została połączona z reedycją pierwszej płyty Twarze.
W lipcu 2018 zespół ogłosił odejście ze składu Oli Wysockiej, a kilka dni później rozpoczęto poszukiwania nowej wokalistki. 24 sierpnia 2020 roku na Facebooku, członkowie zespołu ogłosili zakończenie działalności Milczenia Owiec. Od 2020 roku, Sieńko, Koczergo i Szymborski tworzą projekt Kazarus.

### Skład zespołu
- Mateusz Sieńko - gitara (2002-2008, 2010-2020)
- Hubert Koczergo - gitara (2006-2008, 2010-2020)
- Łukasz "Gajowy" Gajowniczek - gitara basowa (2010-2020)
- Maciej "Szymbor" Szymborski - perkusja (2013-2020)

#### Byli członkowie
- Ewa Wentland - wokal (2002-2003)
- Aleksandra Wysocka - wokal (2003-2008, 2010-2018)
- Marcin Gdaniec - gitara (2002-2005)
- Tomasz Cybula - gitara basowa (2002-2008)
- Radek Gieremek - perkusja (2002-2008, 2010-2013)

## Dyskografia
| Tytuł     | Dane dot. albumu                                   |
| --------- | -------------------------------------------------- |
| Twarze    | - Data: 4 czerwca 2005 - Wydawca: EMI Music Poland |
| Niepokoje | - Data: 26 lutego 2016 - Wydawca: MJM Music PL     |